# Santasaari, Vederlax
Santasaari är en ö i Finland. Den ligger i Finska viken och i kommunen Vederlax i den ekonomiska regionen  Kotka-Fredrikshamn i landskapet Kymmenedalen, i den södra delen av landet. Ön ligger omkring 33 kilometer öster om Kotka och omkring 150 kilometer öster om Helsingfors.
Öns area är 92,7 hektar och dess största längd är 1,7 kilometer i nord-sydlig riktning. Ön höjer sig omkring 20 meter över havsytan.